# Tatrang (sockenhuvudort i Kina, Xinjiang Uygur Zizhiqu, lat 38,47, long 85,63)
Tatrang (kinesiska: 塔提让, 塔提让乡) är en sockenhuvudort i Kina. Den ligger i den autonoma regionen Xinjiang, i den nordvästra delen av landet, omkring 610 kilometer söder om regionhuvudstaden Ürümqi. Antalet invånare är 4 226. Befolkningen består av 1 959 kvinnor och 2 267 män. Barn under 15 år utgör 18,0 %, vuxna 15-64 år 78 %, och äldre över 65 år 3,0 %.
Trakten runt Tatrang är nära nog obefolkad, med mindre än två invånare per kvadratkilometer. Det finns inga andra samhällen i närheten. Trakten runt Tatrang är ofruktbar med lite eller ingen växtlighet.
Genomsnittlig årsnederbörd är 47 millimeter. Den regnigaste månaden är juni, med i genomsnitt 12 mm nederbörd, och den torraste är oktober, med 1 mm nederbörd.